# Marta Ramos-Yzquierdo
Marta Ramos-Yzquierdo (Saint-Mandé, Francia, 11 de marzo de 1975) es una comisaria española, cuyo trabajo se centra en el análisis de la labor artística y su percepción en la sociedad.

## Trayectoria profesional
Licenciada en Historia del Arte por la Universidad Complutense de Madrid, UCM, máster en Gestión Cultural Instituto Ortega y Gasset, Estudios Diplomatura en Comunicación Institucional Universidad de los Andes, Santiago de Chile, 2006 –2007 y curadora del ICI New York (Bogotá, 2013).
Curadora independiente, desde 2013 investiga sobre el concepto de trabajo artístico, sus condiciones laborales y percepción social. Su trayectoria comienza en España en la Fundación Amigos del Museo del Prado, para después continuar como editora y coordinadora de la web especializada en arte denominada masdearte.com, dicho servidor está centrado en la actualidad nacional e internacional en artes visuales.
Después de vivir en Chile, en 2009 se mudó a Brasil donde trabajó en diferentes instituciones, dirigió en este país la Baró Galeria, continuó su actividad en este país y en 2012 y 2013 dirigió en Sao Paolo los espacios expositivos Pivô Arte e Pesquisa. Ha sido parte del grupo Historias en display (WT) en Brasil, proyecto colaborativo sobre inserciones críticas en las narrativas históricas.proyecto colaborativo sobre inserciones críticas en las narrativas históricas de los museos brasileños. Entre sus programas destacan Partir do erro, TRABALHE – FAÇA +, Ícaro Lira: Campo Geral, en São Paulo;
Ha sido responsable en 2017 de la feria de vídeo LOOP Barcelona. Es profesora de Prácticas Curatoriales del Máster de Escuela SUR (Universidad Carlos III, Círculo Bellas Artes de Madrid).  
En el Centro de Arte Dos de Mayo de Móstoles con motivo de la celebración del día de los museos, realizó el programa “Un hacer asociado. Kit de montaje con la colección del Museo CA2M”. Se trata de un programa dirigido por Marta Ramos-Izquierdo que ofreció una lectura de las colecciones de este museo con el fin de viajar a otros contextos para plantear diferentes lecturas.

## Publicaciones
Ha escrito textos para artistas como Marlon de Azambuja, Analivia Cordeiro, Julius Heinemann, Almudena Lobera, Bruno Moreschi, Sara Ramo o Tercerunquinto, y colabora con El Cultural y a-desk.
Comisarió la exposición colectiva La Historia la escriben los vencedores, en la que participaron Felipe Ehrenberg o Nacho Martín Silva, en el año 2015, en OTR Espacio de Arte, Madrid. After, Depois, Según, en Madrid; Munárriz: Sulla curva chiusa en Cagliari; The way you read a book…, en Múnich; y Aplicación de las teorías de flujos, con Carlos Amorales y Los Torreznos en Buenos Aires.